# Jean Augustin Ernouf
Jean Augustin Ernouf (Manuel Louis Jean Augustin ou Auguste Ernouf; 1753 — 1827) foi um general e administrador geral de colonias da Guerra revolucionária e das Guerras Napoleônicas. Demonstrou habilidades moderadas como um comandante de combate, sua verdadeira força estava em seus talentos organizacionais e logísticos. Ocupou vários cargos como chefe de gabinete e na administração militar.
Tonou-se um militar em 1791, com uma empresa privada no exército revolucionário francês, a partir de setembro 1791 a setembro de 1793, foi promovido de tenente a general de brigada. Ele e seu comandante foram acusados de serem contra-revolucionários, foi desonrado, e depois, em 1794, restaurou sua classificação. Em 1804, Napoleão I nomeou-o como governador geral da colônia francesa em Saint-Domingue e Guadalupe, após a repressão de uma insurreição de escravos generalizada. Embora tenha sido capaz de restabelecer alguma ordem e a produção agrícola, os britânicos dominaram a colônia em 1810 e, após um breve compromisso, forçaram-no a capitular.
Retornou para a França em uma troca de prisioneiros, mas foi acusado de traição por Napoleão Bonaparte, enfurecido pela perda da colônia para os britânicos. Antes que pudesse ser absolvido por um tribunal, o Primeiro Império caiu, com a Restauração dos Bourbon, manteve suas honras, e recebeu o comando do III Corpo, em Marselha. Após a segunda restauração, ocupou um cargo administrativo em uma das zonas de ocupação, e mais tarde, foi eleito para a Câmara dos Deputados da França. 

## Carreira militar
Depois de concluir a escola, Ernouf recebeu uma entrada no serviço militar como soldado no exército revolucionário. Ele foi contratado como um tenente de infantaria do 1º Batalhão de Voluntários da Orne em 24 de setembro de 1791, e como capitão em 22 de março de 1792, e 05 de maio de 1793 ele se tornou um ajudante-de-campo do Exército do Norte do general Barthel. Em 30 de julho de 1793, ele foi promovido ao posto de tenente-coronel.

### Sucessos iniciais da Baixada e do Baixo Reno
Em 1793, durante a Guerra da Primeira Coalizão, Ernouf foi enviado para Cassel para reforçar a posição francesa. O Duque de Iorque sitiou Dunquerque e bloquearam a cidade de Bergues, na fronteira belga, que tinha guarnição insuficiente para afastar os britânicos. Ernouf reuniu uma força de mil homens e se juntou a Jean Nicholas Houchard; juntos, eles marcharam para o alívio de Dunquerque. Uma vez lá, ele liderou uma coluna no ataque contra o acampamento britânico. Em 5 complémentaire an I (21 de setembro de 1793), que teria sido o último dia do primeiro ano da nova República, foi elevada à categoria de general de brigada e foi nomeado em 9 vendémiaire an II (30 de setembro de 1793), como chefe de gabinete do Exército do Norte.
Foi também por sua assessoria que o comandante-em-chefe, Jean-Baptiste Jourdan, descobriu que Josias, Príncipe de Coburg estava em uma posição infeliz por trás da floresta Wattignies, obrigou-o a retirar-se do outro lado do rio Sambre e posteriormente levantado o cerco de Maubeuge: Ernouf esteve nesta ação, a Batalha de Hondschoote, valeu-lhe a promoção de major-general em 23 frimaire an II (13 de dezembro de 1793). Quando Jourdan não ordenou uma busca agressiva, tanto ele como Ernouf foram recolhidos pelo Comitê de Salvação Pública em desgraça. Ele foi suspenso por suspeita de ser um contra-revolucionário, mas reintegrado após o fim do Reino do Terror em 1795. Após a sua reintegração, foi nomeado Chefe do Estado Maior do Exército de Mosela e do exército de Sambre e Meuse. Ocupou vários cargos administrativos, incluindo uma passagem em que ele ajudou a desenvolver os mapas militares topográficos e geográficos.